# Elise Cowen
Elise Nada Cowen (Washington Heights, 31 luglio 1933 – Washington Heights, 27 febbraio 1962) è stata una poetessa statunitense.
Ha fatto parte della Beat Generation e fu vicina a Allen Ginsberg, una delle figure principali del movimento.

## Biografia
Nata da una famiglia ebrea della classe media nel sobborgo di New York Washington Heights,, la Cowen scrisse poesie fin dalla giovane età, appassionandosi alle opere di Thomas Stearns Eliot, Ezra Pound e Dylan Thomas.
Mentre frequentava il Barnard College nei primi anni 1950, divenne amica della scrittrice Joyce Johnson (pseudonimo di Joyce Glassman). Fu durante questo periodo che il professore di psicologia Donald Cook le fece conoscere Ginsberg. I due scoprirono di aver una conoscenza comune, Carl Solomon, che entrambi avevano incontrato separatamente in un ospedale psichiatrico. A Carl Solomon Ginsberg dedicò il suo più celebre poema, Urlo.
Seguì un coinvolgimento sentimentale con Ginsberg nella primavera ed estate del 1953, il cui psiconalista aveva consigliato di iniziare a frequentare donne per resistere alle sue tendenze omosessuali. Tuttavia durante questo periodo Ginsberg cominciò a manifestare sempre di più la sua omosessualità e il rapporto gradualmente si dissolse di comune accordo. Nonostante questo la Cowen gli rimase emotivamente legata per il resto della sua vita. Sempre attraverso Ginsberg la Cowen scoprì e si appassono alla mistica ebraica e al buddhismo, i quali influenzeranno le sue poesie.
Nel febbraio del 1956 lei e la sua amante Sheila si trasferirono in un appartamento con Ginsberg e Peter Orlovsky a Yorkville (Manhattan). Allora la Cowen lavorava come dattilografa. Fu licenziata e venne trascinata via dall'ufficio da agenti di polizia che la picchiarono. Quando suo padre andò a prenderla alla stazione di polizia, l'avvertì: "Se tua madre lo sapesse si ucciderebbe".
Si trasferì allora a San Francisco, attratta dalla crescente scena Beat. Mentre era a San Francisco, Elisa Cowen rimase incinta e fu costretta a sottoporsi ad un intervento di isterectomia nel corso di un aborto in condizioni di gravidanza avanzate. Tornò a New York e, dopo un altro viaggio in California, andò a vivere a Manhattan.

### La morte e la pubblicazione postuma
La Cowen fu soggetta a depressione per tutta la vita, ma i suoi problemi mentali si aggravavano sempre di più e alla fine fu ricoverata al Bellevue Hospital, per curare l'epatite e la psicosi.
Abbandonò l'ospedale contro il parere dei medici e tornò nella casa dei suoi genitori in Bennett Avenue con la scusa che stava per andare in vacanza con loro a Miami Beach. Nella casa dei suoi genitori si suicidò, saltando attraverso la finestra chiusa del soggiorno e precipitando a terra dal settimo piano.
Dopo la sua morte i genitori distrussero la maggior parte dei suoi scritti. Tuttavia, Leo Skir, un suo amico, nel suo seminterrato di Minneapolis conservava ottantatré delle sue poesie al momento della sua morte che inviò alla rivista The Ladder e vari altri periodici di poesia.
Una breve biografia e alcuni dei suoi lavori sono inclusi in Women of the Beat Generation: Writers, Artists and Muses at the Heart of a Revolution, a cura di Brenda Knight.
La Cowen ha un posto di rilievo in Minor Characters di Joyce Johnson.
(Johnson Joyce, Minor Characters)